# Elettra Rossellini Wiedemann
Elettra Ingrid Rossellini Wiedemann, född 26 juli 1983 i New York, är en amerikansk fotomodell. 
Hennes mor är supermodellen och skådespelaren Isabella Rossellini och hennes pappa är Microsoft-arbetaren och ex-modellen Jonathan Wiedemann. Hon har modellat för bland annat Bill Blass, Lancôme och Diane von Fürstenberg. Hon har också varit omslagsflicka på modetidningar som Harper's Bazaar, Vogue och Elle. Hon talar flytande italienska, franska och engelska.